# Tephrodornithidae
Tephrodornithidae es una familia obsoleta de aves paseriformes. Todos sus integrantes, los miembros de los géneros Tephrodornis, Philentoma y Hemipus fueron trasladados a la familia Vangidae.

## Géneros
El género estaba integrado por los siguientes géneros y especies:
- Género Tephrodornis
  - Tephrodornis gularis, ceniciento grande.
  - Tephrodornis sylvicola, ceniciento malabar.
  - Tephrodornis pondicerianus, ceniciento chico.
  - Tephrodornis affinis, ceniciento de Ceilán.
- Género Philentoma
  - Philentoma pyrhopterum, filentoma alicastaño.
  - Philentoma velatum, filentoma pechipardo.
- Género Hemipus
  - Hemipus hirundinaceus, oruguero golondrina.
  - Hemipus picatus, oruguero alibarrado.